# 圣热涅德瓦朗萨 (埃罗省)
圣热涅德瓦朗萨（法語：Saint-Geniès-de-Varensal）是法国埃罗省的一个市镇，属于贝济耶区（Béziers）马尔河畔圣热尔韦县（Saint-Gervais-sur-Mare）。该市镇总面积12.55平方公里，2009年时的人口为194人。

## 人口
圣热涅德瓦朗萨人口变化图示